# 芦津丈夫
芦津 丈夫（あしづ たけお、1930年〈昭和5年〉11月20日 - 2001年〈平成13年〉1月18日）は、日本のドイツ文学者。京都大学名誉教授。

## 経歴
出生から修学期
1930年、和歌山県でドイツ文学者・薗田香勲の子として生まれた。母方の芦津家を継いだため、芦津姓を名乗った。京都大学文学部独文科で学び、1953年に卒業。同大学大学院に進み、1955年に修士課程を修了。
ドイツ文学研究者として
1959年、京都大学教養部講師に就いた。1962年に助教授、1978年に教授昇格。1994年に京都大学を定年退官し、名誉教授となった。その後は花園大学教授として教鞭を執った。2001年に死去。

## 家族・親族
- 実父：薗田香勲はドイツ文学者、仏教学者。
- 娘：芦津かおりは英文学者。神戸大学教授[2]。
- 祖父(母方)：臨済宗永源寺派管長芦津実全[3]
- 祖父(父方)：薗田宗恵
- 長兄：薗田香融
- 弟：薗田宗人
- 弟：薗田坦

## 著作
著書
- 『ゲーテの自然体験』リブロポート 1988

共編著
- 『フルトヴェングラー』脇圭平共著、岩波新書 1984
  - 再版 岩波書店 1994

第3章は丸山眞男・脇・芦津との鼎談「フルトヴェングラーをめぐって：音楽・人間・精神の位相」を収録。
- 『ドイツ文法13課：基礎、そして仕上げに向かって』高木久雄共著、朝日出版社 新訂版1984
- 『文化における<自然>』木村敏・大橋良介共編、人文書院 1996
- 『生命の文化論：日独文化研究所シンポジウム』木村敏・大橋良介共編、人文書院 2003
- 『文化における〈歴史〉』木村敏・大橋良介・高橋義人共編、人文書院 2006

訳書
- 『フルトヴェングラー：音楽と政治』クルト・リース著、八木浩共訳、みすず書房 1959
  - 新版1997、2008年
- 『愛のわざ』(キルケゴール著作集 15,16) 武藤一雄共訳、白水社 1964
  - 新版 1995年
- 『音楽と文学』エミール・シュタイガー著、白水社 1967
  - 新版 1998年
- 『音楽ノート』フルトヴェングラー著、白水社 1971
  - 新版 1982、1988、1999、2018年
- 『倫理学の二つの根本問題』(ショーペンハウアー全集 9) 前田敬作・今村孝共訳、白水社 1973
  - 新版 1996年
- 『フルトヴェングラーを語る』マルティーン・ヒュルリマン（英語版）著、仙北谷晃一共訳、白水社 1974
- 『音と言葉』フルトヴェングラー著、白水社 1978
  - 新版 1996年
- 『芸術論』(ゲーテ全集 13) 潮出版社 1980
  - 新版 2003年
- 『フルトヴェングラーの手記』石井不二雄共訳 白水社 1983
  - 新版 1998年
- 『エラノス叢書』(言葉と語り 1) ヴィクトル・ツカーカンドル（英語版）,アドルフ ポルトマン,エルンスト・ベンツ著、桂芳樹・深沢英隆共訳、平凡社 1991
- 『ハンス・カロッサ全集 8』飛鷹節・碓井信二共訳、臨川書店 1996
- 『科学-技術の未来：ゲーテ・自然・宇宙』ヴェルナー・ハイゼンベルク著、編訳 人文書院 1998

論文
- CiNii>芦津丈夫